# Джуліанна Ніколсон
Джуліанна Ніколсон (англ. Julianne Nicholson; нар. (1 липня 1971 , Медфорд, Массачусетс )) — американська акторка. Лауреат премії «Еммі».
Найбільш відома своїми ролями у фільмах «Серпень Округ Осейдж» (2013) і «Білявка» (2022), а також телесеріалах «Закон і порядок: Злочинні наміри» (2006—2009), «Майстри сексу» (2013—2014) та «Мейр з Істтауна» (2021), останній з яких приніс їй премію «прайм-тайм премію „Еммі“».
Інші відомі роботи акторки включають Еллі Макбіл (2001—2002), Кінсі (2004), Засудження (2006), Підпільна імперія (2011—2013), Чорна Меса (2015), Я, Тоня (2017), Тоґо (2019) та «Аутсайдер» (2020).

## Ранній життєпис
Ніколсон народилася 1971 року й виросла в Медфорді, Массачусетс. Вона закінчила старшу католицьку школу Арлінгтона, після чого вивчала французьку мову та антропологію в Гантерському коледжі . Одночасно з цим протягом десяти років Ніколсон працювала офіціанткою, перш ніж переїхала до Нью-Йорка, де почала підробляти моделлю .

## Кар'єра
Ніколсон розпочала акторську кар'єру з невеликих ролей у фільмах «Відчайдушний сезон», «Справжні цінності» та «Новорічна історія» (1998), після чого мала помітну роль у міні-серіалі «Шторм сторіччя» (1999). За роль у драмі «Таллі» (2000) вона отримала номінації на премії « Незалежний дух» та «Хлотрудіс» за найкращу жіночу роль другого плану. З 2001 по 2002 рік Ніколсон виконувала одну з головних ролей у п'ятому та фінальному сезоні серіалу «Еллі Макбіл», а пізніше з'явилася у фільмах « Маленька чорна книжка», «Кінсі» (2004) та «Два тижні» (2006).
У 2006 році Ніколсон приєдналася до серіалу «Закон і порядок: Злочинні наміри», де грала в основному акторському складі протягом трьох років, залишивши шоу в 2009 році. З 2011 по 2013 рік вона мала повторювану роль у серіалі «Підпільна імперія». Серед її робіт у кіно також числяться ролі у фільмах «Серпень: Графство Осейдж» (2013), «Чорна меса» (2015), «Послушниця» та «Я, Тоня» (2017).
У 2021 році Ніколсон зіграла Лорі Росс, найкращу подругу детектива Мейр Шіен, в міні-серіалі «Мейр з Істтауна», за яку вона була удостоєна прайм-тайм премії «Еммі» у категорії « Найкраща жіноча роль другого плану в міні-сері».
28 вересня 2022 року на Netflix вийшов художній фільм про життя Мерілін Монро «Білявка», в якому Джуліанна зіграла психічно хвору матір Монро, Гледіс Бейкер.

## Особисте життя
З 2004 року Ніколсон одружена з актором Джонатаном Кейком . У шлюбі народилося двоє дітей — син Ігнатіус (нар. 2007) та донька Фібі (нар. 2009) .

## Фільмографія
| Рік       |   | Українська назва                  | Оригінальна назва            | Роль                 |
| --------- | - | --------------------------------- | ---------------------------- | -------------------- |
| 1998      | ф | Відчайдушний сезон                | Harvest                      | Лу Йейтс             |
| 1998      | ф | Таємниці минулого                 | Long Time Since              | Вівіан Джеймс / Фібі |
| 1998      | ф | Справжні цінності                 | One True Thing               | студентка коледжу    |
| 1998      | ф | Новорічна історія                 | Curtain Call                 | Сандра Хьюсон        |
| 1999      | с | Шторм сторіччя                    | Storm of the Century         | Кет Уізерс           |
| 2000      | ф | Дві життя                         | Passion of Mind              | Кім                  |
| 2000      | ф | Таллі                             | Tully                        | Елла Смеллі          |
| 2001      | с | Закон і порядок                   | Law & Order                  | Джессі Лукас         |
| 2001—2002 | с | Еллі Макбіл                       | Ally McBeal                  | Дженні Шоу           |
| 2004      | ф | Маленька чорна книжка             | Little Black Book            | Джойс                |
| 2004      | с | Швидка допомога                   | ER                           | Джордан              |
| 2004      | ф | Кінсі                             | Kinsey                       | Еліс Мартін          |
| 2006      | ф | Два тижні                         | Two Weeks                    | Емілі Бергман        |
| 2006—2009 | с | Закон і порядок: Злочинний намір  | Law & Order: Criminal Intent | Меган Уілер          |
| 2009      | ф | Стейтен-Айленд                    | Staten Island                | Мері Халверсон       |
| 2010      | ф | Вільям Вінсент                    | William Vincent              | Енн                  |
| 2011—2013 | с | Підпільна імперія                 | Boardwalk Empire             | Естер Рендольф       |
| 2012      | ф | Поки горять вогні                 | Keep the Lights On           | Клер                 |
| 2012      | с | Гарна дружина                     | The Good Wife                | Келлі Сімко          |
| 2012      | с | Не вимикай світло                 | Covert Affairs               | Анна Лі Паунд        |
| 2013      | с | Майстри сексу                     | Masters of Sex               | доктор Ліліан Депол  |
| 2013      | ф | Серпень: Графство Осейдж          | August: Osage County         | Айві Вестон          |
| 2015      | ф | Чорна меса                        | Black Mass                   | Маріан Конноллі      |
| 2015      | ф | Десять тисяч святих               | Ten Thousand Saints          | Гаррієт Хорн         |
| 2016      | с | Свідки                            | Eyewitness                   | Хелен Торренс        |
| 2017      | ф | Послушниця                        | Novitiate                    | Нора Харріс          |
| 2017      | ф | Я, Тоня                           | I, Tonya                     | Діана Роулінсон      |
| 2017      | ф | Ким ми стали                      | Who We Are Now               | Бет                  |
| 2017      | ф | Невагомий                         | Weightless                   | Дженіс               |
| 2017      | с | Закон і порядок: Справжній злочин | Law & Order True Crime       | Джіл Лансінг         |
| 2019      | ф | Монос                             | Monos                        | Сара Вотсон          |
| 2019      | ф | Ініціали С.Г.                     | Initials SG                  | Джейн                |
| 2019      | ф | Тоґо                              | Togo                         | Констанца Сеппала    |
| 2020      | с | Аутсайдер                         | The Outsider                 | Глорі Мейтленд       |
| 2021      | с | Мейр з Істтауна                   | Mare of Easttown             | Лорі Росс            |
| 2022      | ф | Білявка                           | Blonde                       | Гледіс               |
| 2022      | ф | Дивний: Історія Ела Янковича      | Weird: The Al Yankovic Story | Мері Янкович         |
| 2023      | ф | Сценарій сну                      | Dream Scenario               | Джанет Метьюз        |
| 2025      | ф | Аматор                            | The Amateur                  | Саманта О'Браєн      |

## Нагороди та номінації
| Асоціація                   | Рік  | Категорія                                                   | Робота                   | Результат |
| --------------------------- | ---- | ----------------------------------------------------------- | ------------------------ | --------- |
| Прайм-тайм премія «Еммі»    | 2021 | Найкраща жіноча роль другого плану у міні-серіалі чи фільмі | Мейр із Істтауна         | Перемога  |
| «Хлотрудіс»                 | 2003 | Найкраща жіноча роль другого плану                          | Таллі                    | Номінація |
| «Хлотрудіс»                 | 2019 | Найкраща жіноча роль другого плану                          | Невагомий                | Номінація |
| Вибір телевізійних критиків | 2015 | Найкращий запрошений виконавець у драматичному серіалі      | Майстри сексу            | Номінація |
| « Незалежний дух»           | 2003 | Найкраща жіноча роль другого плану                          | Таллі                    | Номінація |
| Гільдія кіноакторів США     | 2014 | Найкращий акторський склад у ігровому кіно                  | Серпень: Графство Осейдж | Номінація |
| Комедійний фестиваль        | 2004 | Найкраща жіноча роль                                        | Ліцензія на зраду        | Перемога  |